# BCPL
BCPL (Basic Combined Programming Language) är ett procedurellt, imperativt, och strukturerat dator-programspråk designat av datorvetenskapsmannen Martin Richards vid Universitetet i Cambridge 1966.
Flera operativsystem skrevs helt eller delvis i BCPL, bland annat TRIPOS och tidiga versioner av AmigaDOS.